# 哈米提·铁木尔
哈米提·铁木尔（維吾爾語：خەمىت تۆمۈر‎，1932年—2006年9月15日），男，维吾尔族，新疆吐鲁番人，中国维吾尔语言学家，曾任中央民族学院副院长、教授。